# کیتلین لوو
کیتلین لوو (انگلیسی: Caitlin Lowe؛ زادهٔ ۶ فوریهٔ ۱۹۸۵) بازیکن سافت‌بال اهل ایالات متحده آمریکا است.